# Battaglia di L'Ouleries
La battaglia di L'Ouleries è stata una battaglia della prima guerra di Vandea combattuta l'28 marzo 1794 al castello di L'Ouleries, vicino Vezins.

## La battaglia
Il 25 marzo 1794, approfittando della ritirata dell'esercito vandeano di Jean Nicolas Stofflet di fronte alla colonna di Louis Grignon, la decima colonna infernale comandata dal generale Joseph Crouzat partì da Cholet con l'ordine di setacciare la foresta di Vezins. I repubblicani non vi trovarono che feriti, donne e bambini che furono subito massacrati: si contarono 1 200 vittime.
Stofflet seppe quanto accaduto solo due giorni più tardi e appena saputo del massacro, i suoi soldati gridavano vendetta per gli omicidi compiuti sulle loro famiglie. Il giorno dopo riunì le sue truppe insieme a quelle di Bernard de Marigny, e attaccarono il castello di L'Ouleries dove la colonna di Crouzat si era stanziata. I vandeani attaccarono i repubblicani costringendoli rapidamente alla fuga, molti di loro si arresero ma la collera di molti vandeani non li risparmiò e vennero giustiziati, molte centinaia di repubblicani vennero uccisi in questa battaglia.